# Eugenio Cecchini-Prichard

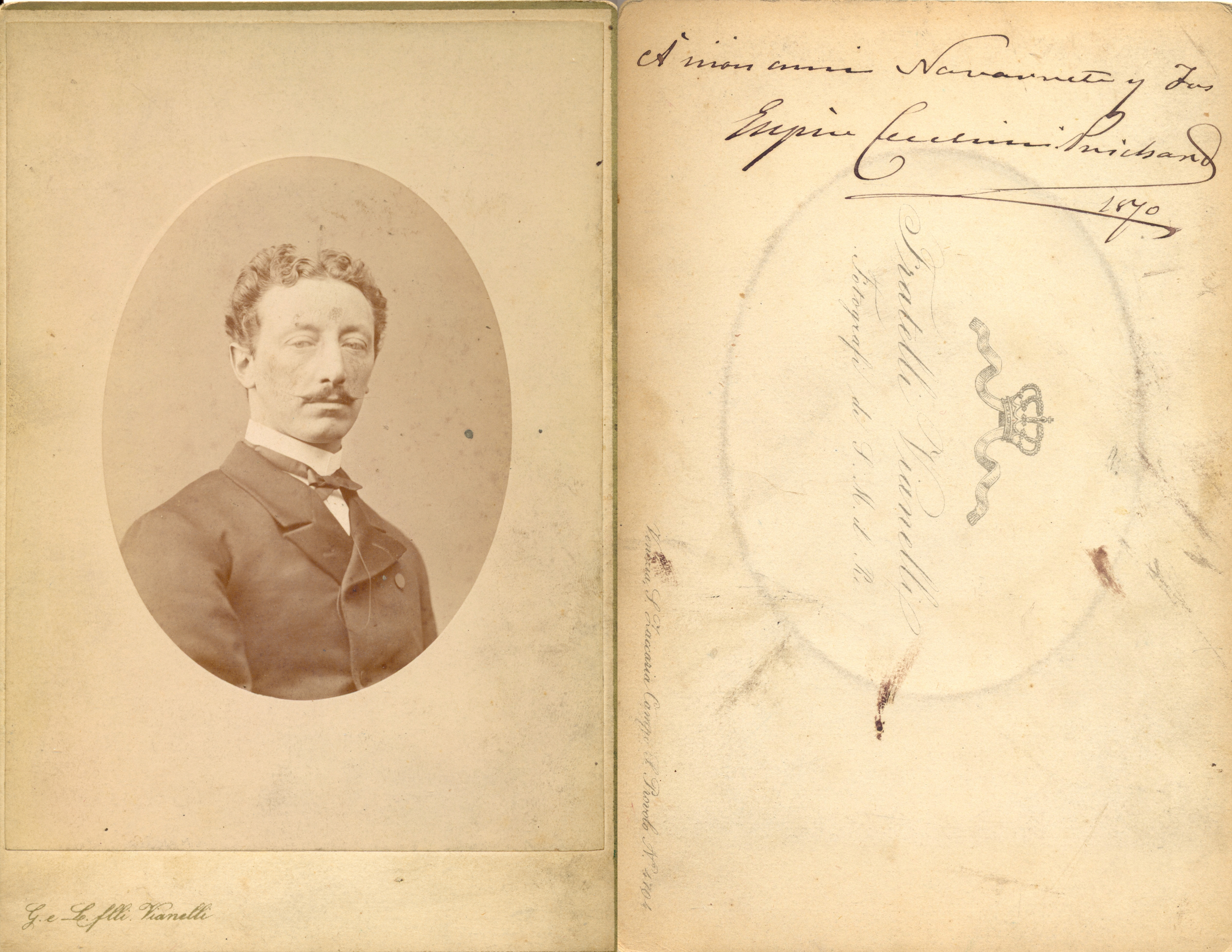
Retrato fotográfico del pintor Eugenio Cecchini-Prichard dedicado a su amigo el pintor Ricardo Navarrete y Fos

Eugenio Cecchini-Prichard (Venecia, 1831-Bruselas, c. 1910) fue un pintor italiano, especialiado en marinas.

## Biografía
Nació en 1831 en Venecia, donde vivió y trabajó como profesor residente en la Academia de Bellas Artes de la ciudad, de la que había sido alumno. Tuvo como maestro al pintor de marinas P. J. Clays, con quien estudió durante varios años en Bruselas. También pasó algún tiempo en París y Alemania perfeccionando su arte. Entre sus obras principales se encontraba un cuadro adquirido por la Fondazione Querini Stampalia de Venecia, con el que ganó el premio de 5000 liras establecido por dicha fundación.
La mayoría de sus obras de Cecchini se vendieron fuera de Italia. Ganó ganando numerosas medallas de oro y plata y numerosos honores en exposiciones fuera de su país. En 1880 fue nombrado superintendente especial de bellas artes de la sección italiana en la Exposición Universal de Melbourne. En Turín, en 1880, expuso uno de sus cuadros de la Costa de Normandía, que vendió al príncipe Giovannelli, y en Milán, en 1883, Chiaro di luna sull' Oceano Indiano. Falleció en Bruselas hacia 1910.
A lo largo de su carrera, participó en diversas exposiciones en Italia, como la Exposición de Padua en 1869 y la Mostra Regionale Veneta en 1871. Entre sus obras más conocidas se encuentran Piazzetta San Marco y Veliero navigante sull'Oceano, que forman parte de la colección de la Galleria d'Arte Moderna en Padua. Sus obras, además de estar en colecciones privadas, también se encuentran en museos, como la Galería Nacional de Victoria y la Fondazione Querini Stampalia en Venecia. 

## Estilo

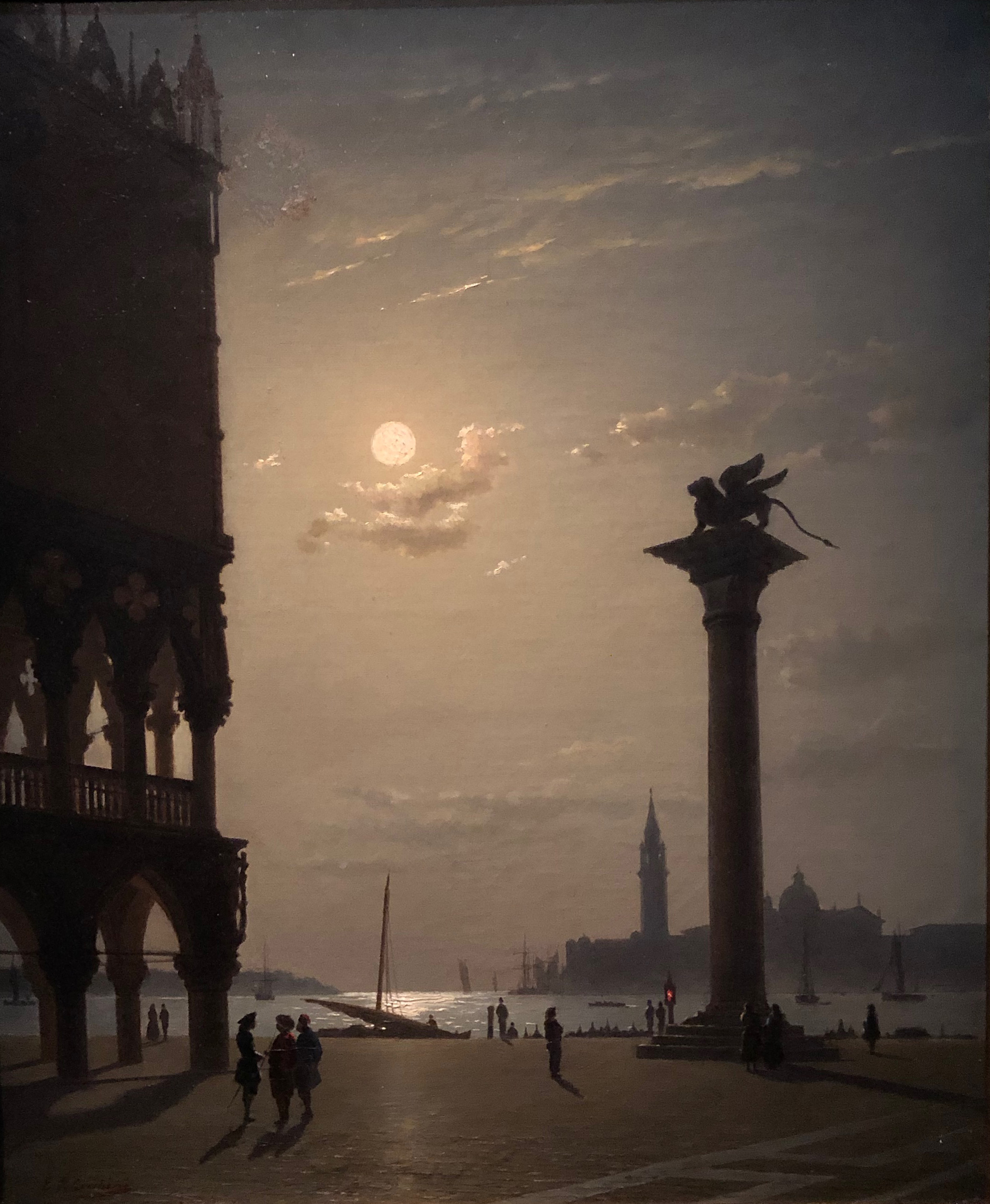
Clair de lune sur la piazzetta San Marco à Venise (Galería de Arte Moderno de Milán)

Destacó por la representación de paisajes marítimos, influenciados por su educación en varias ciudades europeas. La precisión de sus detalles y el uso expresivo de la luz de la luna son aspectos distintivos de su trabajo. También realizó paisajes bajo la luz de la luna.
Sus pinturas de marinas, en opinión de Angelo de Gubernatis eran «admirables por la viveza de sus tonos, por la envidiable espontaneidad con la que sabe transmitir los mil aspectos diferentes del mar».

## Exposiciones
- Exposición de Padua, 1869
- Mostra Regionale Veneta, 1871
- Exposición de Turín, 1880 (Coste di Normandia)
- Exposición de Milán, 1883 (Chiaro di luna sull'oceano Indiano)

## Obras notables
- Piazzetta San Marco
- Veliero navigante sull'Oceano
- Coste di Normandia[2]
- Chiaro di luna sull'oceano Indiano[2]